# ミユビハリモグラ属
ミユビハリモグラ属（ミユビハリモグラぞく、Zaglossus）は、哺乳綱単孔目ハリモグラ科に分類される属。

## 分布
ニューギニア島。
過去にはオーストラリアにも分布していたとされ、ニューサウスウェールズ州でZ. robustusが、西オーストラリア州でZ. hackettiが発掘されている。

## 形態
ハリモグラ属よりも大型で、体重17キログラムに達した種もいる。
吻は長い。狭義のミユビハリモグラは第1指と第5指の爪がないが、ヒガシミユビハリモグラは第1 - 5指にすべて爪がある。

## 分類
以前はミユビハリモグラZ. bruijniのみで本属が構成されていた。1998年にアッテンボローミユビハリモグラZ. attenboroughiが新種記載された際に、ヒガシミユビハリモグラZ. bartoniを独立種とし新亜種Z. b. smeenkiも含めて4亜種に分割するという説が提唱された。
化石種としてZ. robustus（中新世）が知られる。大型種ジャイアントミユビハリモグラ、Z. hacketti（更新世）は以前はZaglossus属の一種だったが、後にMurrayglossus属に移された。
以下の現生種の分類・英名は、Groves(2005)に従う。和名は川田ら(2018)に従う。
- Zaglossus attenboroughi アッテンボローミユビハリモグラ Sir David's long-beaked echidna
- Zaglossus bartoni ヒガシミユビハリモグラ Eastern long-beaked echidna
- Zaglossus bruijni ミユビハリモグラ Western long-beaked echidna

## 生態
標高900 - 4,150メートルの高地にある森林や草地に生息する。夜行性。岩陰や森林内の石の隙間などを巣にする。
ミミズや昆虫を食べる。